# Marta Varela
Marta Inés Varela (Rosario, 20 de abril de 1943) es una pianista, directora de orquesta y catedrática argentina.
Junto a la profesora Emma Garmendia (1929-2012) fue creadora del método Garmendia-Varela de educación audioperceptiva.

## Estudios
En su familia «sonaba la música, como en La Siberia»:
El de la Escuela de Música fue el primer edificio en ocupar el predio de la hoy Ciudad Universitaria, que en los años sesenta era un inmenso terreno sin edificios, sobre las barrancas a orillas del río Paraná, cerca del puerto de Rosario.

Nosotros le pusimos La Siberia, porque era alejado y hacía tanto frío.
Marta Varela

Marta Varela realizó estudios específicos en piano, música de cámara, composición, instrumentación y orquestación, análisis musical contemporáneo y rítmica contemporánea, con prestigiosos maestros de la ciudad como Simón Blech, Francisco Kropfl, Virtú Maragno, Antonio de Raco y Carmelo Saítta.
Realizó numerosos seminarios y cursos de especialización tanto en Argentina como en otros lugares del mundo.
En los años 1970 fue profesora de composición en la Escuela de Música de la UNR.

## Intérprete musical
Desde los años sesenta hasta la actualidad ofreció innumerables recitales artísticos actuando como pianista y directora de orquesta, realizando actuaciones por todo nuestro país y en el exterior, destacándose en Latinoamérica sus presentaciones en Colombia y México, donde estrenó obras propias.
Dentro de sus obras se destaca Los nueve monstruos, obra sinfónico-coral sobre texto del poeta peruano César Vallejo (1892-1938) que estrenó la Orquesta Sinfónica de Rosario en el teatro El Círculo (de Rosario) en octubre del 2003. Fue reestrenada el 23 de noviembre del 2006, bajo la batuta del director de orquesta Alexei Smirliev.

## Método Garmendia-Varela de educación audioperceptiva
Desde fines de los años setenta, Marta Varela y la profesora Emma Garmendia (1929-2012) crearon un nuevo enfoque de formación musical denominado método Garmendia-Varela de educación audioperceptiva.
En 1981, la editorial Ricordi (de Buenos Aires) publicó los nueve volúmenes Educación audioperceptiva: bases intuitivas en el proceso de formación musical, que desde entonces se utiliza como texto de estudio en universidades y conservatorios de Latinoamérica y Europa.

## Cargos institucionales
Ha ocupado cargos institucionales tanto en la Universidad Nacional de Rosario como en otras instituciones.
Entre 1984 y 1986 fungió como «directora normalizadora» de la Escuela Universitaria de Música, dependiente de la Facultad de Humanidades y Artes, de la Universidad Nacional de Rosario.
Cuatro años después, en 1990, fue elegida directora de la misma Escuela de Música, y reelegida por cinco mandatos consecutivos ―21 años, hasta 2011― por el voto de los representantes de los claustros que integran la escuela.
Desde 1990 a la actualidad es consejera docente titular en el Consejo Directivo de la Facultad de Humanidades y Artes.
Desde 2007 es secretaria de Cultura de la Universidad Nacional de Rosario (es la primera música que trabaja en el rectorado de la UNR).
Desde 2007 es directora del ECU (Espacio Cultural Universitario) perteneciente a la Universidad Nacional de Rosario y destacado por la cantidad de espectáculos de calidad y gratuitos que ofrece semanalmente a la comunidad.
Es vicedecana de la Facultad de Humanidades y Artes, de la Universidad Nacional de Rosario.

## Premios y distinciones
El 27 de marzo de 2015, el Concejo Deliberante de Rosario ―mediante el Decreto n.º 42.501― la declaró Música Distinguida de la Ciudad.
La edila del bloque radical, María Eugenia Schmuck, fue la autora de la iniciativa. Su compañero de bancada Sebastián Chale presidió el acto.

[Marta Varela] Es un personaje nuestro que sigue trabajando por la ciudad, acercando a la comunidad la cultura de manera gratuita. Es un placer que seas directora del Espacio Cultural Universitario (ECU) y secretaria de Cultura de la Universidad.
María Eugenia Schmuck, concejala

La música corre por sus venas con pasión, como la sangre. Su tarea no es un mero entretenimiento, tiene un profundo valor ético. Uno da lo que recibe y Marta lo ha dado con creces.
Ana María Cué, pianista

Marta Varela revolucionó, entre otras cosas, los métodos de enseñanza de la música junto a Emma Garmendia, labor que concretó con pasión y humildad. Ella da el último de los audios, tiene a monstruos como alumnos, pero tiene humildad y pasión para enseñar y transmitir. Esa misma pasión fue la que me llevó a elegir a la mejor persona para llevar adelante el ECU. [Sin embargo] Ella sigue dando clases y sigue con la secretaría de Cultura. Lo más importante es que Marta congrega, genera redes, hace soltar la mente, la imaginación. Al distinguirla a Marta nos distinguimos todos. Esto sucede cuando los propios ciudadanos se sienten distinguidos como en este caso.
Darío Maiorana, rector de la UNR hasta 2015

Debido a la extensa y laureada trayectoria de la profesora Marta Inés Varela en el ámbito de la música y la educación, así como su compromiso con la comunidad y la difusión cultural. [...] Teniendo en cuenta que la profesora Marta Inés Varela, a través de su extensa trayectoria musical y pedagógica, ha demostrado ser una apasionada por la música y la docencia de la misma, y como hija de esta ciudad, pudiendo buscar otros lares para vivir, se quedó en Rosario, llenando de cultura a la Cuna de la Bandera.

Asistieron a la ceremonia
Ana María Cué (pianista, catedrática y poetisa),
el escritor y dramaturgo Mirko Buchín (ciudadano ilustre de Rosario),
el director de coros Miguel Ángel Solagna (músico distinguido de Rosario),
el músico Fabio Álvarez (secretario gremial del Sindicato de Músicos de Rosario),
Silvina Georgelet (presidenta de la Vecinal Tablada),
entre otros.
El 18 de septiembre en el Centro Cultural Parque España se presentó el Ensamble de Maderas de la Fundación de Orquestas Juveniles de Chile junto a integrantes de la Sección Vientos de la Orquesta Juvenil de la Universidad Nacional de Rosario como homenaje a la profesora Marta Varela.